# Міхалув (Козеницький повіт)
Міхалув (пол. Michałów) — село в Польщі, у гміні Ґловачув Козеницького повіту Мазовецького воєводства.
Населення — 58 осіб (2011).
У 1975-1998 роках село належало до Радомського воєводства.

## Демографія
Демографічна структура станом на 31 березня 2011 року:
|          | Загалом | Допрацездатний вік | Працездатний вік | Постпрацездатний вік |
| -------- | ------- | ------------------ | ---------------- | -------------------- |
| Чоловіки | 29      | 3                  | 24               | 2                    |
| Жінки    | 29      | 5                  | 15               | 9                    |
| Разом    | 58      | 8                  | 39               | 11                   |